# Acanthocope mendeleevi
Acanthocope mendeleevi là một loài chân đều trong họ Munnopsidae. Loài này được Malyutina miêu tả khoa học năm 1998.